# Elisabeth II. (Drama)
Elisabeth II. – Keine Komödie ist das vorletzte Theaterstück von Thomas Bernhard. Die englische Königin Elisabeth II. ist zu Besuch in Wien. Das städtische Großbürgertum möchte sich diesen „Auftritt“ vom Balkon der Wohnung des Großindustriellen Herrenstein anschauen. Herrenstein ist dem Anlass und den Besuchern herzlich abgeneigt und schimpft über sie und „Gott und die Welt“. Schließlich versammeln sich alle bis auf Herrenstein auf seinem Balkon. Das Unglück passiert: Der Balkon kracht mitsamt der ganzen schaulustigen Schar in den Abgrund. Herrenstein und sein Diener Richard überleben – naturgemäß.
Das Stück hat durch seine verwickelte Aufführungshistorie und die Tatsache, dass es nicht mehr zu Lebzeiten des Autors gespielt wurde, wenig Resonanz in der literaturwissenschaftlichen Forschung erzielt. Thomas Bernhard selbst war sehr enttäuscht, dass es nicht bald möglichst gespielt werden konnte, wusste er doch schon zu diesem Zeitpunkt, dass er nicht mehr lange zu leben hatte. In der Forschung wird behauptet, mit Elisabeth II. kehre Bernhard motivisch zu seinem ersten Stück Ein Fest für Boris zurück.

## Inhalt
Der Großindustrielle Rudolph Herrenstein, 87 Jahre alt, ist Waffenhändler und seit einem Unfall vor 25 Jahren auf einen Rollstuhl angewiesen. In seinem hochherrschaftlichen Jahrhundertwendesalon im dritten Stock eines Hauses am Wiener Opernring empfängt er widerwillig – sein Neffe Viktor überrumpelt ihn – zahlreiche („Dreißig oder vierzig“, El.17) Vertreter der Wiener Bourgeoisie, die sich den Festzug der englischen Königin Elisabeth II. in Wien vom Balkon der herrensteinschen Wohnung ansehen wollen.
Schwer von etlichen Gebrechen gezeichnet – vor allem machen ihm Atemnöte, Sehbeeinträchtigungen und Verdauungsschwierigkeiten den Alltag zur Last – nimmt Herrenstein den Besuch der englischen Königin und den damit verbundenen Ansturm der Schaulustigen zum Anlass, eine Generalabrechnung unter anderem mit dem Wiener Großbürgertum, mit Wien selbst, dem Land Österreich, den Luftkurorten, dem Katholizismus und dem Nationalsozialismus vorzunehmen.
Bei seinen Hasstiraden und Generalabrechnungen gibt Herrenstein vor, aus einer breiten philosophisch-literarischen und musikalischen Bildung zu schöpfen. Die Werke der Künstler und Denker dienen Herrenstein mitunter als Maßstab und Grundlage seiner Scheltreden.
Vornehmlich – mit einer Ausnahme – handelt es sich um Personen des 18. bis 20. Jahrhunderts: Umberto Giordano und seine Oper Andrea Chénier, Johannes Brahms und Wagner werden abschätzig erwähnt. Wohingegen Hugo Wolf, Chopin für seine Sonaten und Mozart vor allem für seine Oper Così fan tutte von Herrenstein viel Zustimmung erhalten.
Des Weiteren werden die Schriftsteller Goethe, insbesondere dessen Wahlverwandtschaften, Flaubert, Tolstoi, Turgenew und Kleist genannt.
Bei den Philosophen führt Herrenstein zunächst Schopenhauer und Nietzsche an. Indirekt wird Wittgenstein mit dem von der Gräfin Gudenus falsch zitierten Titel tractatus logicus-philosophicus (El. 118) und Guggenheims zwölfjährigen Aufenthalt in Oxford ins Spiel gebracht. Schließlich sind es Hegel und Montaigne, deren Werke Herrenstein in den Luftkurort mit Richard und seinem Freund und Nachbar Guggenheim mitnehmen würde. Endlich ist es Herrenstein egal: „wenn es nur etwas Großes ist“ (El. 121).
Nach und nach finden sich die Gäste ein. Alle tragen Trauerkleidung, da sie beabsichtigen, anschließend gemeinsam auf das Begräbnis des Wiener Juweliers Heldwein zu gehen. Als sich alle auf dem Balkon drängen, um die Königin zu sehen, bleiben Herrenstein und sein Diener Richard der Sache fern. Der Balkon stürzt hinab und reißt alle außer Herrenstein und Richard in den sicheren Tod.

## Ausgaben
- Thomas Bernhard: Elisabeth II., Frankfurt/Main 1987 (Erstausgabe)
- Thomas Bernhard: Elisabeth II. In: Thomas Bernhard, Stücke 4, Frankfurt/Main 1988

## Aufführungsgeschichte
1987 veröffentlicht, wurde Elisabeth II. – Keine Komödie am 5. November 1989 am Schillertheater in Berlin uraufgeführt und ist damit das einzige nach Bernhards Tod uraufgeführte Theaterstück des Autors. Der Intendant Claus Peymann sah sich damals nicht in der Lage, das Stück möglichst zeitnah zum Publikationstermin auf den Spielplan des Wiener Burgtheaters zu setzen. Die Enttäuschung des Autors darüber war groß, da er, wie sich leider herausstellen sollte, zu Recht befürchtete, eine noch spätere Uraufführung seines Stückes nicht mehr miterleben zu können. Thomas Bernhard starb am 12. Februar 1989.
Aufgrund des testamentarisch (zwei Tage vor seinem Tod) ausdrücklich von ihm selbst erteilten und das Gesamtwerk betreffende Aufführungs- bzw. Publikationsverbots für Österreich konnte das Stück dort zunächst nicht gespielt werden. Allerdings gelang es dem Burgtheater, Elisabeth II. schon im Sommer 1990 im Rahmen der Wiener Festwochen als Gastspiel in Bratislava viermalig aufzuführen. Doch erst in der Folge der Gründung der Thomas-Bernhard-Privatstiftung in Gmunden und der damit verbundenen Neuregelung des Nachlasses konnte die österreichische Erstaufführung am 30. Mai 2002 am Burgtheater stattfinden.
Durch diese im Vergleich zu den meisten anderen Stücken und Texten Bernhards komplizierte Werks- bzw. Aufführungshistorie hat Elisabeth II. in der literaturwissenschaftlichen Forschung bisher eine eher verhaltene Resonanz ausgelöst.

## Kritiken

### Uraufführung
- Die Zeit, 10. November 1989 Nr. 46
- Wiener Fenstersturz. In: Der Spiegel. Nr. 45, 1989, S. 322–323 (online – 6. November 1989).

### Österreichische Erstaufführung
- 3sat, Kulturzeit, 29. Mai 2002
- Ulrich Seidler: Die Queen in Wien. In: Berliner Zeitung. 1. Juni 2002, abgerufen am 9. Juni 2015.

## Aufzeichnung
Elisabeth II. Keine Komödie Von Thomas Bernhard, Österreichische Erstaufführung, DVD – edition BURGTHEATER 06, Dezember 2008
Regie: Thomas Langhoff, Ausstattung: Roland Gassmann, Licht: Friedrich Rom, Dramaturgie: Ursula Voss Mit: Annemarie Düringer, Ulli Fessl, Maresa Hörbiger, Libgart Schwarz, Bibiana Zeller, Wolfgang Gasser, Ignaz Kirchner, Rudolf Melichar, Gert Voss, Paul Wolff-Plottegg, Heinz Zuber u. v. a.

## Hörspiel
Das Theaterstück diente Ulrich Gerhardt als Vorlage für eine Hörspiel-Bearbeitung und -Inszenierung, die vom Norddeutschen Rundfunk und Österreichischen Rundfunk im Jahr 2004 produziert wurde. Sprecher waren Wolfgang Gasser (Herrenstein), Irm Hermann (Fräulein Zallinger), Peter Matić (Richard), Peter Simonischek (Doktor Guggenheim), Helmut Berger (Direktor Holzinger), Bibiana Zeller (Gräfin Gudenus), Joseph Lorenz (Viktor), Vera Borek (Die Dame mit dem roten Hut), Monika Tajmar (Die eine Dame), Hella Ferstl-Reichmann (Die andere Dame) und Michael König als Sprecher.